# Kosmetyki

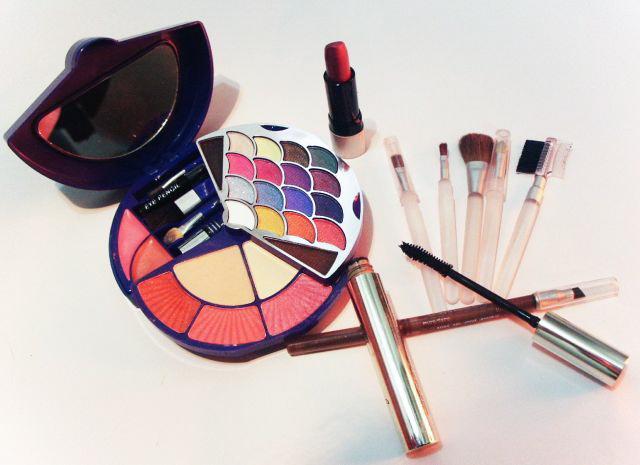
Kosmetyki do makijażu

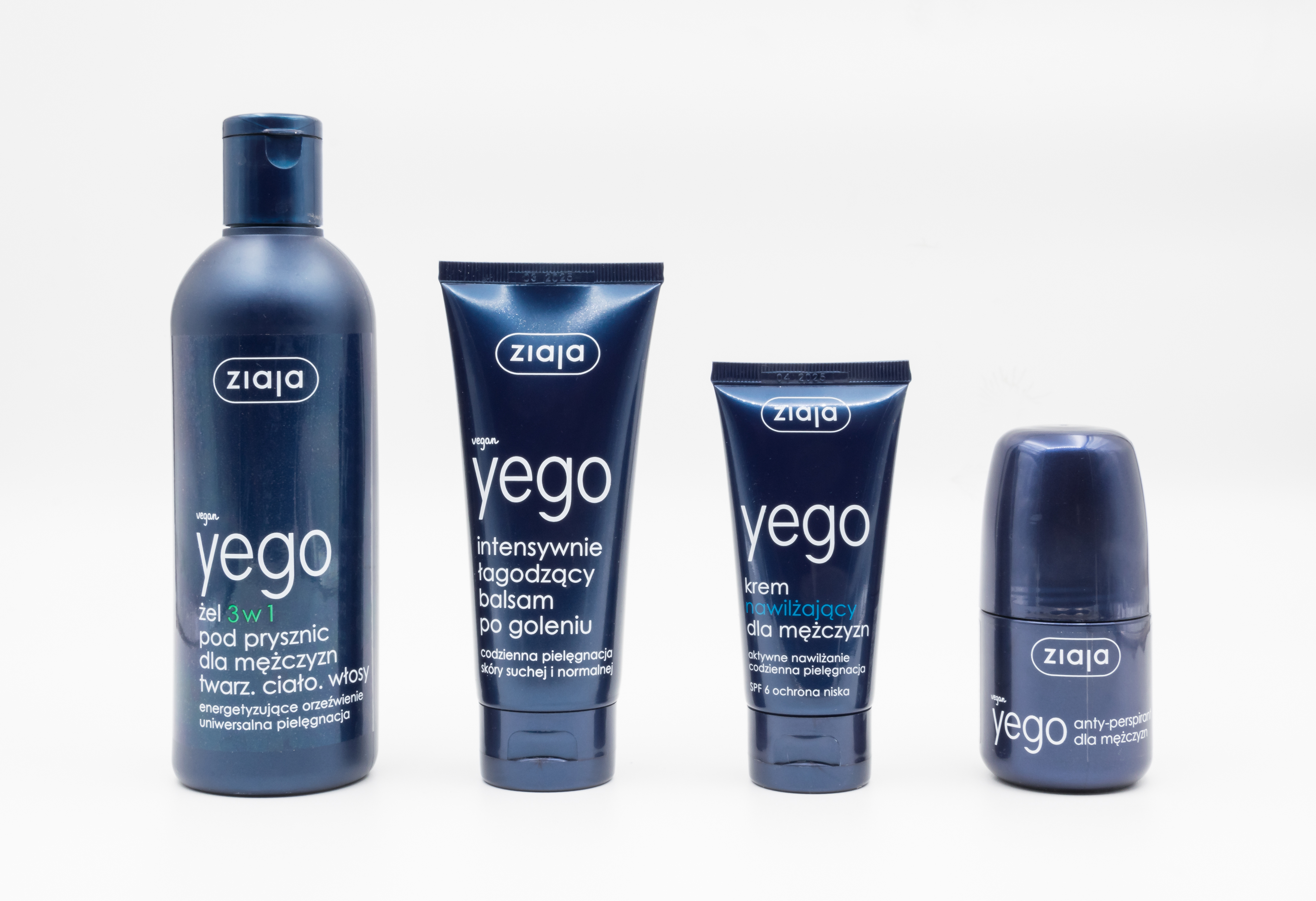
Zestaw kosmyków Ziaja

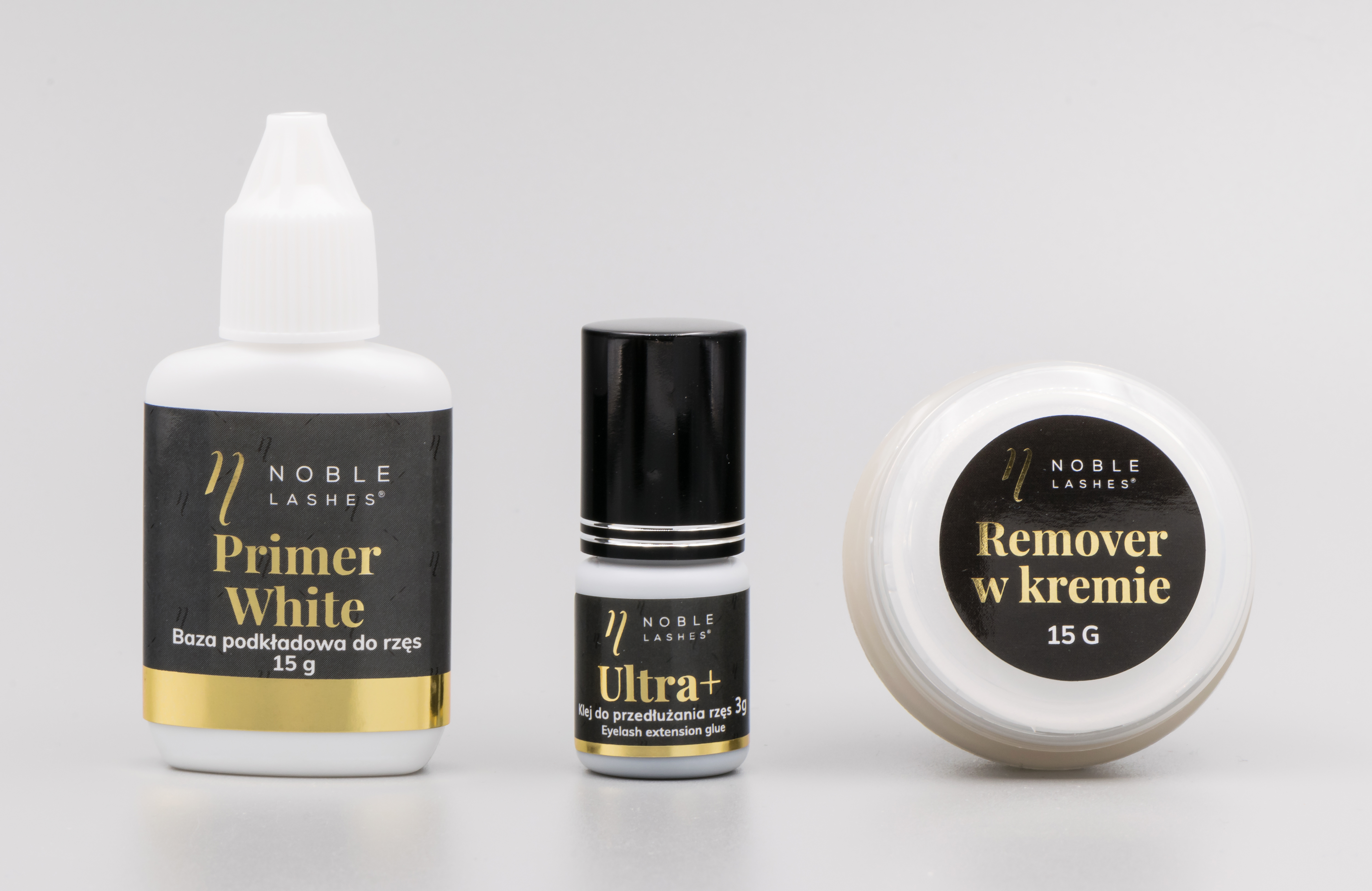
Kosmetyki do rzęs

Kosmetyki – grupa produktów służących do pielęgnacji, oczyszczania, ochrony i upiększania ciała. 
Wg rozporządzenia Parlamentu Europejskiego i Rady (WE) nr 1223/2009 z dnia 30 listopada 2009 r. dotyczące produktów kosmetycznych (CELEX: 32009R1223) produkt kosmetyczny oznacza  każdą substancję lub mieszaninę przeznaczoną do kontaktu z zewnętrznymi częściami ciała ludzkiego (naskórkiem, owłosieniem, paznokciami, wargami oraz zewnętrznymi narządami płciowymi) lub z zębami oraz błonami śluzowymi jamy ustnej, którego wyłącznym lub głównym celem jest utrzymywanie ich w czystości, perfumowanie, zmiana ich wyglądu, ochrona, utrzymywanie w dobrej kondycji lub korygowanie zapachu ciała. Natomiast według uchylonej w 2019 roku ustawy z dnia 30 marca 2001 r. o kosmetykach, kosmetykiem jest każda substancja przeznaczona do zewnętrznego kontaktu z ciałem człowieka: skórą, włosami, wargami, paznokciami, zewnętrznymi narządami płciowymi, zębami i błonami śluzowymi jamy ustnej, którego wyłącznym lub głównym celem jest utrzymywanie ich w czystości, pielęgnowanie, ochrona, perfumowanie lub upiększanie.

## Prawna regulacja kosmetyków
Od 1 stycznia 2019 r. kwestie prawne związane z kosmetykami reguluje ustawa z dnia 4 października 2018 r. o produktach kosmetycznych (Dz.U. z 2018 r. poz. 2227). 24.03.2009 Parlament Europejski przyjął rozporządzenie, którego głównym celem jest poprawa bezpieczeństwa kosmetyków poprzez ustanowienie jasnych warunków, jakie firmy muszą spełnić w kwestii oceny bezpieczeństwa produktów i ochrony zdrowia konsumentów. Rozporządzenie to nie zmienia obowiązujących przepisów dotyczących zakazu testowania kosmetyków na zwierzętach. Od 12 maja 2002 roku do 1 stycznia 2019 roku kosmetyki były przedmiotem regulacji ustawy z dnia 30 marca 2001 roku o kosmetykach (Dz.U. z 2013 r. poz. 475), a w latach 1939–2002 rozporządzenia Ministra Opieki Społecznej z dnia 18 stycznia 1939 r. wydane w porozumieniu z Ministrem Przemysłu i Handlu o dozorze nad wyrobem i obiegiem środków kosmetycznych (Dz.U. z 1939 r. nr 13, poz. 72), które zastąpiło obowiązujące w latach 1935–1939 rozporządzenie Ministra Opieki Społecznej z dnia 25 czerwca 1934 r. wydane w porozumieniu z Ministrem Przemysłu i Handlu o dozorze nad wyrobem i obiegiem środków kosmetycznych (Dz.U. z 1934 r. nr 62, poz. 523).

## Podział kosmetyków
Ze względu na część ciała, dla której są przeznaczone:
- do skóry
- do włosów
- do paznokci
- do twarzy

Ze względu na grupę docelową:
- dla kobiet
- dla mężczyzn
- dla dzieci
- dla nastolatków

Ze względu na funkcję:
- czyszczące
- pielęgnujące i ochronne
- zapachowe
- do zmiany wyglądu, czyli kosmetyki kolorowe

Wiele z kosmetyków należy naraz do kilku z tych grup – na przykład mydło może jednocześnie czyścić i nawilżać (czyli pielęgnować) skórę.

## Środki czyszczące
Do tego rodzaju środków zalicza się preparaty, których głównym zadaniem jest utrzymywanie czystości. Środki czyszczące zwykle zawierają detergenty, rozpuszczalniki lub proszki usuwające niepożądane substancje z ciała człowieka. Są to między innymi:

- mydła
- proszki i płyny do kąpieli
- szampony
- płyny do higieny intymnej
- żele kosmetyczne
- mleczka kosmetyczne
- maseczki kosmetyczne
- peelingi naskórka
- zmywacze do paznokci
- pasty do zębów.

## Środki pielęgnujące i ochronne
Środki te służą przede wszystkim do utrzymywania powierzchni określonych części ciała w możliwie jak najlepszym stanie naturalnym. Część środków pielęgnujących ma też charakter leczniczy. Do tego rodzaju środków zalicza się kremy, balsamy, olejki, pianki, pomadki i wiele innych.

## Środki zapachowe

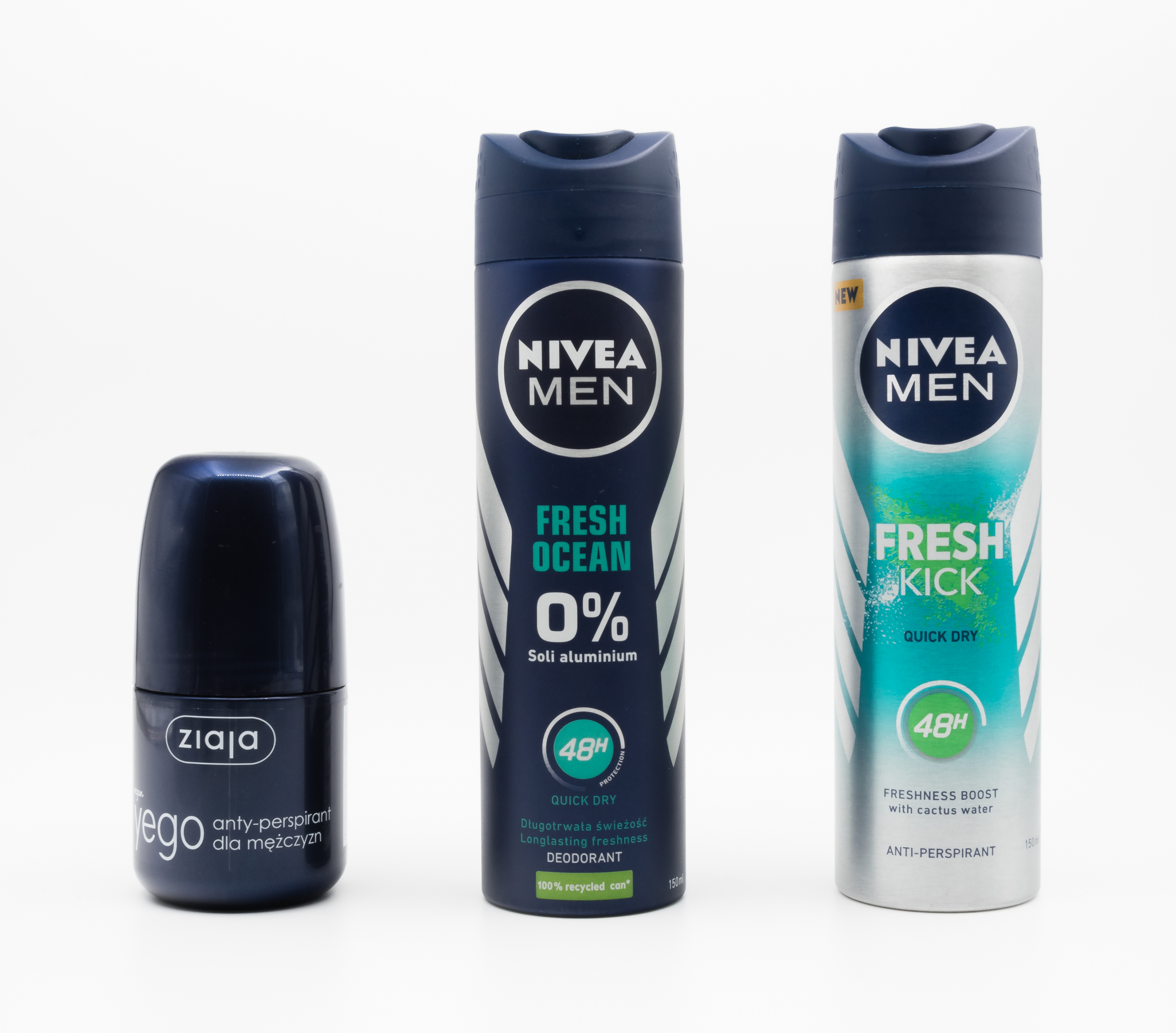
Dezodoranty

Środki te służą do nadawania określonym częściom ciała przyjemnego zapachu lub zapobiegania wydzielania się nieprzyjemnych woni. Zalicza się do nich:

- perfumy
- wody perfumowane
- wody toaletowe
- wody kolońskie
- dezodoranty
- antyperspiranty.

## Środki do zmiany wyglądu
Są to środki, które służą do świadomej, nienaturalnej, tymczasowej zmiany wyglądu. Zalicza się do nich:
- środki do makijażu twarzy i ciała:
  - baza pod cienie, baza pod makijaż (primer)
  - szminki, błyszczyki, konturówki do ust
  - tusze do rzęs lub brwi, henna kosmetyczna
  - cienie, eyelinery i kredki do oczu
  - pudry, podkłady, korektory
  - róże, bronzery
  - lakiery do paznokci
  - brokat i środki nabłyszczające ciało
- środki do zmiany lub utrwalenia wyglądu włosów:
  - farbę do włosów
  - piankę do włosów
  - lakier do włosów
  - żel do włosów
  - gumę do włosów
  - wosk do włosów
  - brylantynę.

Istnieją metody trwałej zmiany wyglądu, w tym makijaż permanentny, przeszczepienie skóry i przeszczepienie włosów oraz operacje plastyczne, jednak na ogół nie zalicza się ich do środków kosmetycznych.